# Las Cumbres (Panamá)
Las Cumbres, antiguo Las Cumbres-Alcalde Díaz, es un corregimiento del distrito de Panamá, ubicado en el área metropolitana de la Ciudad de Panamá. Este fue creado mediante el Acuerdo Municipal n.º 70 del 23 de junio de 1960.
Dos nuevos corregimientos, Alcalde Díaz y Ernesto Córdoba Campos, fueron separados de este mediante la Ley n.º 42 del 10 de julio de 2009, bajo la presidencia de Ricardo Martinelli. Tras la separación, el sector de Las Cumbres tiene como cabecera a la comunidad de Las Lajas. El actual corregimiento de Las Cumbres colinda con el corregimiento de Omar Torrijos del distrito de San Miguelito al sur ; con los vecinos corregimientos de Ancón al oeste y Chilibre al norte y Ernesto Córdoba Campos y Alcalde Díaz al este.
Este sector fue originalmente poblado por familias que se desplazaron desde otros sectores de la ciudad y del interior del país. Su población estuvo sujeta a un rápido crecimiento, que lo llevó a convertirse en el corregimiento más poblado del distrito de Panamá, principal razón por la cual fue dividido.